# Need for Speed: Undercover
Need for Speed: Undercover er det tolvte spil i den populære racerspilsserie Need for Speed.

## Gameplay
Der vil genkomme mange køremåder til Need for Speed Undercover. Sprint, Circuit, Highway Battles (ny), missions (ny), "Cops and Robbers" måde, en ny måde kaldet "The Heist".